# Sabahudin Kurt
Sabahudin Kurt (Sarajevo, 18 de julio de 1935-Ib., 30 de marzo de 2018) fue un cantante bosnio de folk y pop.

## Biografía
Grabó su primera canción —«Dim u tvojim očima»— en 1954.
Es conocido por haber representado a Yugoslavia en el Festival de la Canción de Eurovisión de 1964 con la canción «Život je sklopio krug», que quedó en el 13.er puesto —el último— de 18, no logrando conseguir ningún punto y empatando junto con otros tres países.

### Retiro
Tras sufrir un ataque al corazón en 2007 y ser operado, Kurt se retiró de la música y decidió vivir el resto de su vida en el campo bosnio. Se mudó a Vlakovo, en la municipalidad de Ilidža, Sarajevo. Fue hospitalizado de nuevo el 29 de agosto de 2014 debido a «problemas cardiovasculares».
Kurt estuvo entre los invitados honorando al compositor serbio Kornelije Kovač en 25 de diciembre de 2012 por el 50 aniversario de la carrera de Kovač.

## Discografía seleccionada

### Versiones extendidas y sencillos
- (1954) «Dim u tvojim očima»
- (1963) «Pjesma Sarajevu» / «Hvalisavi Mornar»[8]
- (1963) «Mala Sarajka» / «Sarajevske noći»[9]
- (1964) «Život je sklopio krug»
- (1970) «Vaš Šlager Sezone '70» con Hamdija Čustović[10]
- (1972) «Oj sevdahu što si težak (“Ilidža”)»[11]
- (1974) «Temerav, Temerav»[12]

### Álbumes de compilación
- (2004) Zlatni jubilej[13]